# Német Labdarúgóliga
A Német Labdarúgóliga (DFL) (németül: Deutsche Fußball Liga GmbH) egy 2000-ben alapult németországi szervezet, mely a bajnokság gazdasági ügyeinek rendszerezésének érdekében alapult. 2001-óta a DFL égisze alatt rendezik az osztályos labdarúgó bajnokságokat, valamint a nevét viselő DFL-Szuperkupát is. A szervezet nagy szerepet vállalt a német labdarúgás fejlődésében és népszerűsödésében.

## Elnökök
- Werner Hackmann (2000–2007)
- Reinhard Rauball (2007 óta)

## Teljesítmény
A DFL irányítása alatt egyre népszerűbb a Bundesliga, és a telt házas mérkőzések száma is egyre nő. Irányításuk alatt elérték, hogy német labdarúgásra példaképként tekintsenek fel más szövetségek is.
A legeredményesebb szezonnak a 2012–2013-as Bundesliga-szezon számít:
A csapatok 2,17 milliárd eurós bevétellel dicsekedhetnek a 2012-2013-as idényben. 91 millió eurós többletet, tehát 4,4%-os növekedést jelent az idáig rekordot tartó, előző szezonhoz képest.
Az adózást követően is összesen 62,6 millió euró jövedelemmel számolhatnak el a DFL csapatai.
A Bundesliga másodosztályában szereplő csapatoknak ebben a szezonban 419,4 millió euró volt a pénzforgalma, ami 9,1%-os bevételnövekedést jelent az előző idényhez képest.
A Bundesliga első és második osztálya összességében 45 214 munkahellyel szolgál, melyből közel 1000 új volt az előző évadhoz képest.
A nézők terén nem dőlt rekord. 41.914 volt az átlagnézőszám a találkozókon. A rivális bajnokságokat mégis megelőzi a Bundesliga (Premiere League: 35,921, La Liga: 28.249, Serie A: 23.300).
A TV-s szerződések újrakötésével a következő szezontól kezdve évi 120 millió euróval többet oszthatnak majd ki a 36 profiklub között.

## Jelentőség
Megalapítása előtt a DFB rendezte az összes németországi labdarúgó rendezvényt. Mára az osztályos bajnokságok (Bundesliga első és második osztálya) és szuperkupa rendezési jogával bír. A DFB által rendezett ligakupa 2007-es megszűnése után 2010 óta DFL-Szuperkupa néven ismét rendeznek 1996 után német szuperkupát immáron a DFL vezetésével.